# Onthophagus subglaber
Onthophagus subglaber là một loài bọ cánh cứng trong họ Bọ hung (Scarabaeidae).